# Símbolo sexual

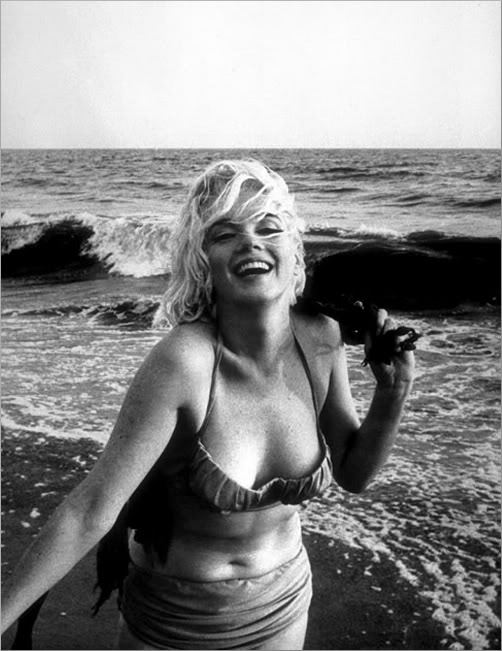
Marilyn Monroe é considerada uma das mais notáveis Símbolos sexuais de todos os tempos.

Símbolo sexual (sendo também comum o uso do termo inglês sex symbol) é o indivíduo notório que simboliza o ideal masculino ou feminino no plano da sensualidade e da sexualidade. É todo e qualquer personagem que possua apelo sexual suficiente para ditar comportamentos na sociedade. Alguns exemplos podem ser citados principalmente nos anos 50 onde esse comportamento começou a "nascer" mais fortemente.

## Cinema

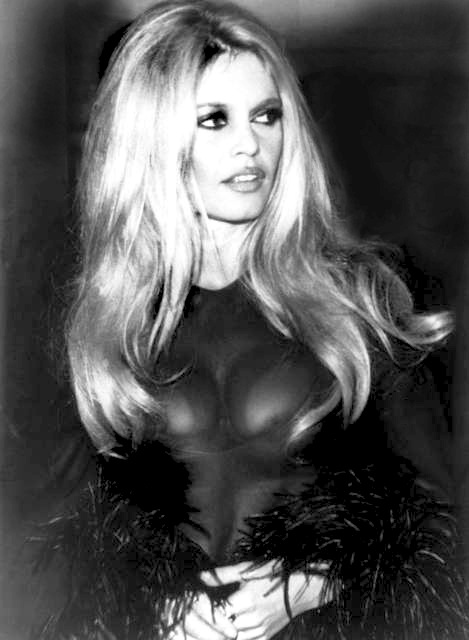
A atriz francesa Brigitte Bardot foi um dos principais símbolos sexuais das décadas de 1950 e 1960.

Várias atrizes entraram para a história como ícones de sensualidade e beleza, muitas como Rita Hayworth, Marilyn Monroe, Raquel Welch, Brigitte Bardot, Catherine Deneuve, Gina Lollobrigida, Sophia Loren, Grace Kelly, Megan Fox, Angelina Jolie, Audrey Hepburn, Elizabeth Taylor e muitas outras.
 Assim como muitas figuras masculinas foram grande referência de beleza e sensualidade como Marlon Brando, Montgomery Clift, Rock Hudson, Paul Newman, Clint Eastwood, Mel Gibson, Rudolph Valentino, Elvis Presley, Richard Gere, James Dean, George Clooney e outros.

## Video games
Personagens de jogos como Lara Croft se popularizaram como a imagem da "Mulher Perfeita".

## Desenhos
Grandes personagens da década de 80 a 90 ficaram consagradas como símbolos de beleza e poder, tais como Jessica Rabbit, Betty Boop, Lola Bunny e outros.

## Modelos
Também modelos famosas foram citadas ao longo dos anos nos mídia como símbolos sexuais, tais como as supermodelos Christie Brinkley, Cindy Crawford e Linda Evangelista, entre outros(as).

## Exemplos notáveis

### Década de 1920
- Mary Astor[7]
- Josephine Baker[8]
- Theda Bara[9]
- Sarah Bernhardt[10]
- Clara Bow[11][12]
- Louise Brooks[13]
- Lord Byron[14]
- Lina Cavalieri[15]
- Joan Crawford[12]
- Marlene Dietrich[12][16]
- Isadora Duncan[17]
- Greta Garbo[16]
- Mata Hari[18]
- Franz Liszt[19][20]
- Herman Melville[21][22]
- Alla Nazimova[23]
- Ramón Novarro[24]
- Lillian Russell[25]
- Norma Talmadge[7]
- Rudolph Valentino[26]

### Década de 1930
- Joan Blondell[7]
- Gary Cooper[27]
- Bette Davis[27]
- Olivia de Havilland[7]
- Dolores del Rio[12]
- Errol Flynn[28]
- Clark Gable[27]
- Jean Harlow[12][29]
- Vivien Leigh[27]
- Bela Lugosi[30]
- Joel McCrea[31]
- Laurence Olivier[32]
- William Powell[7]
- Tyrone Power[33]
- Robert Taylor[34]
- Mae West[12][27]
- Josh White[35]
- Anna May Wong[36]
- Fay Wray[7]

### Década de 1940
- Ingrid Bergman[37]
- Kirk Douglas[38]
- Billy Eckstine[39]
- Ava Gardner[12][40]
- Judy Garland[7]
- Paulette Goddard[41]
- Cary Grant[27]
- Rita Hayworth[12][42]
- Lena Horne[43]
- Glynis Johns[37]
- Gene Kelly[44]
- Veronica Lake[45]
- Hedy Lamarr[46]
- Dorothy Lamour[47]
- Burt Lancaster[48]
- Margaret Lockwood[37]
- Gregory Peck[49]
- Ezio Pinza[50]
- Jane Russell[12][51]
- Frank Sinatra[52]
- Gene Tierney[53]
- Lana Turner[29]
- Alida Valli[7]
- Esther Williams[54]

### Década de 1950
- Lauren Bacall[12]
- Harry Belafonte[39]
- Humphrey Bogart[27]
- Marlon Brando[55]
- Jim Brown[56]
- Yul Brynner[57]
- Martine Carol[58]
- Leslie Caron[7]
- Montgomery Clift[59]
- Joan Collins[60]
- Dorothy Dandridge[39]
- Yvonne De Carlo[61]
- James Dean[62]
- Ava Gardner[63]
- Betty Grable[12][64]
- Stewart Granger[33]
- Richard Greene[33]
- Rock Hudson[7]
- Tab Hunter[65]
- Grace Kelly[66]
- Deborah Kerr[37]
- Piper Laurie[67]
- Christopher Lee[68]
- Gina Lollobrigida[69]
- Sophia Loren[12][70]
- Silvana Mangano[71]
- Jayne Mansfield[12][62]
- Marilyn Monroe[3][12]
- Julie Newmar[72]
- Kim Novak[73]
- Bettie Page[74]
- Elvis Presley[70]
- Cliff Richard[75]
- Porfirio Rubirosa[76]
- Elizabeth Taylor[12][77]
- Mamie Van Doren[78]

### Década de 1960
- Ursula Andress[12][79]
- Ann-Margret[12][80]
- Carroll Baker[81]
- Brigitte Bardot[3][12]
- Warren Beatty[82]
- Honor Blackman[83]
- Claudia Cardinale[84]
- Veronica Carlson[85]
- Eric Clapton[86]
- Leonard Cohen[87]
- Sean Connery[88]
- Yvonne Craig[89]
- Alain Delon[27]
- Catherine Deneuve[12][90]
- Clint Eastwood[91]
- Shirley Eaton[92]
- Barbara Eden[93]
- Anita Ekberg[12][94]
- Britt Ekland[95]
- Jane Fonda[12][96]
- Marvin Gaye[39]
- Robert Goulet[97]
- Jimi Hendrix[62]
- Audrey Hepburn[7]
- Dustin Hoffman[98]
- Mick Jagger[62]
- Tom Jones[99]
- Janis Joplin[100]
- Anna Karina[12]
- John F. Kennedy[70]
- Eartha Kitt[101]
- John Lennon[62]
- Marcello Mastroianni[102]
- Mina Mazzini[103]
- Paul McCartney[62]
- Steve McQueen[104]
- Roger Moore[7]
- Jim Morrison[70]
- Joe Namath[105]
- Franco Nero[106]
- Paul Newman[88]
- Ingrid Pitt[107]
- Robert Redford[27]
- Diana Rigg[108]
- Diana Ross[109]
- Gunter Sachs[76]
- Isabel Sarli[110]
- Omar Sharif[111]
- Edie Sedgwick[7]
- Grace Slick[112]
- Tina Turner[113]
- Twiggy[7]
- Monica Vitti[12]
- Raquel Welch[12][114]
- Barbara Windsor[115]

### Década de 1970
- Woody Allen[116]
- Gregg Allman[117]
- Laura Antonelli[118]
- Jane Birkin[119]
- Jacqueline Bisset[12][120]
- David Bowie[121]
- Jackson Browne[122]
- Dyan Cannon[123]
- Lynda Carter[124]
- David Cassidy[88]
- Bo Derek[12][125]
- Faye Dunaway[126]
- Farrah Fawcett[12][127]
- Linda Gray[93]
- Pam Grier[12][128]
- Gloria Guida[118]
- Debbie Harry[129]
- Lauren Hutton[130]
- Julio Iglesias[131]
- Jermaine Jackson
- Michael Landon
- Peggy Lipton[132]
- Freddie Mercury[133]
- Liza Minnelli[134]
- Joni Mitchell[122]
- Dudley Moore[135]
- Wayne Newton[136]
- Olivia Newton-John[7]
- Jack Nicholson[137]
- Stevie Nicks[138]
- Ryan O'Neal[139]
- Dolly Parton[140]
- Luciano Pavarotti[141]
- Valerie Perrine[142]
- Victoria Principal[93]
- Burt Reynolds[27]
- Linda Ronstadt[143]
- Richard Roundtree[144]
- Telly Savalas[145]
- Maria Schneider[146]
- Hanna Schygulla[147]
- Jane Seymour[148]
- Cybill Shepherd[130]
- Carly Simon[149]
- Jaclyn Smith[130]
- Patti Smith[150]
- Suzanne Somers[7]
- Roger Staubach[105]
- Cheryl Tiegs[130]
- John Travolta[70]
- Barry White[151]
- Ann Wilson[152]
- Nancy Wilson[152]
- Henry Winkler[153]

### Década de 1980
- Adrienne Barbeau[7]
- Kevin Bacon[7]
- Kim Basinger[12][154]
- Jennifer Beals[7]
- Jon Bon Jovi[155]
- Klaus Maria Brandauer[156]
- Christie Brinkley[157]
- Michael Caine[158]
- Phoebe Cates[159]
- Cher[160]
- Tom Cruise[161]
- Rebecca De Mornay[159]
- Gérard Depardieu[70]
- Michael Douglas[162]
- Morgan Fairchild[159]
- Sherilyn Fenn[163]
- Harrison Ford[27]
- John Forsythe[164]
- Michael J. Fox[165]
- Richard Gere[70]
- Mel Gibson[166]
- Jeff Goldblum[167]
- Melanie Griffith[12]
- Daryl Hannah[12][168]
- Mark Harmon[7]
- Heavy D[169]
- Michael Hutchence[70]
- Michael Jackson[170][171]
- Don Johnson[7]
- Grace Jones[172]
- Michael Keaton[173]
- John F. Kennedy, Jr.[166]
- Nastassja Kinski[174]
- Kelly LeBrock[175]
- Heather Locklear[176]
- Madonna[177]
- Morrissey[178]
- Prince[179]
- Michelle Pfeiffer[12][159]
- River Phoenix[180]
- Christopher Reeve[27]
- Alan Rickman[181]
- Eric Roberts[182]
- Axl Rose[183]
- Isabella Rossellini[159]
- Mickey Rourke[184]
- Tom Selleck[185]
- Nicollette Sheridan[186]
- Brooke Shields[12][70]
- Silk Smitha[187]
- Bruce Springsteen[188]
- John Stamos[189]
- Sting[155]
- Patrick Swayze[27]
- Heather Thomas[190]
- Kathleen Turner[191]
- Luther Vandross[192]
- Billy Dee Williams[7]
- Vanessa L. Williams[159]
- Bruce Willis[88]

### Década de 1990
- Aaliyah[193]
- Ben Affleck[194]
- Gillian Anderson[195]
- Pamela Anderson[196]
- Jennifer Aniston[197]
- Antonio Banderas[198]
- Drew Barrymore[199][200][201]
- Halle Berry[12][202]
- Notorious B.I.G.[203][204]
- Bono[188]
- Pierce Brosnan[205]
- Jeff Buckley[206]
- Naomi Campbell[207][208]
- Mariah Carey[209]
- Charisma Carpenter[210]
- Nick Carter[211]
- George Clooney[88]
- Kurt Cobain[212]
- Kevin Costner[213]
- Christina Cox[214]
- Courteney Cox[215]
- Cindy Crawford[216]
- Matt Damon[217]
- Daniel Day-Lewis[218]
- Johnny Depp[88]
- Cameron Diaz[12][70]
- Leonardo DiCaprio[219]
- Shannen Doherty[220]
- Vincent D'Onofrio[221]
- Robert Downey Jr.[222]
- Colin Firth[70]
- Calista Flockhart[7]
- Dennis Franz[223]
- Sarah Michelle Gellar[224][225]
- Gina Gershon[12]
- Heather Graham[226][227]
- Teri Hatcher[228][229]
- Salma Hayek[12]
- Elizabeth Hurley[230]
- Janet Jackson[231]
- Harvey Keitel[232]
- Nicole Kidman[233]
- Anthony Kiedis[234]
- Val Kilmer[235]
- Heidi Klum[236]
- Matt LeBlanc[237]
- Jared Leto[238]
- Ricky Martin[239]
- Jenny McCarthy[240]
- Matthew McConaughey[241]
- Rose McGowan[12][242]
- Christopher Meloni[243]
- Alyssa Milano[244][245][246]
- Demi Moore[12]
- Kate Moss[7]
- Liam Neeson[205]
- Luke Perry[247]
- Brad Pitt[248]
- Katie Price[249][250]
- Jason Priestley[247]
- Natalie Portman[251]
- Dennis Quaid[205]
- Keanu Reeves[252]
- Trent Reznor[253]
- Christina Ricci[254]
- Julia Roberts[255]
- Antonio Sabàto Jr.[256]
- Devon Sawa[257]
- Tupac Shakur[258]
- Alicia Silverstone[259]
- Kelly Slater[260]
- Anna Nicole Smith[7]
- Will Smith[261]
- Ben Stiller[262]
- Sharon Stone[12][263]
- Tiffani Thiessen[264]
- Uma Thurman[70]
- Jennifer Tilly[205]
- Liv Tyler[265]
- Usher[266]
- Goran Višnjić[267]
- Mark Wahlberg[268]
- Denzel Washington[205]
- Lucinda Williams[269]
- Kate Winslet[270]
- Catherine Zeta-Jones[271]

### Década de 2000
- Jessica Alba[272]
- Christina Aguilera[273][274][275]
- Christiane Amanpour[276]
- Mitchell Baker[277]
- Christian Bale[278]
- Bipasha Basu[279]
- David Beckham[70]
- Kate Beckinsale[280]
- Monica Bellucci[12][281]
- Beyoncé[282]
- Joe Biden[283]
- Jessica Biel[284]
- Orlando Bloom[285]
- Lil' Kim[286]
- Tom Brady[287]
- Adam Brody[288]
- Kelly Brook[289]
- Brooke Burke[290]
- Kari Byron[291]
- Robert Carlyle[292]
- Cheryl Cole[293]
- Ann Coulter[294]
- Daniel Craig[295]
- Russell Crowe[296]
- Penélope Cruz[12]
- Kaley Cuoco[297]
- Elisha Cuthbert[298]
- D'Angelo[299][300]
- Judi Dench[301]
- Peter Dinklage[301]
- Hilary Duff[302]
- Zac Efron[303]
- Carmen Electra[304][305]
- Eminem[306]
- Colin Farrell[307]
- Megan Fox[12][308]
- James Franco[309]
- Lady Gaga[310]
- James Gandolfini[311]
- David Gandy[312]
- Paul Giamatti[301]
- Joseph Gordon-Levitt[313]
- Eva Green[314]
- Kathy Griffin[315]
- Dave Grohl[316]
- Jake Gyllenhaal[307]
- Maggie Gyllenhaal[317]
- Alyson Hannigan[318][319]
- Anthony Head[320]
- Katherine Heigl[321]
- Vanessa Hudgens[322]
- Hugh Jackman[323]
- Scarlett Johansson[12][324][325]
- Angelina Jolie[12][326]
- Keira Knightley[327]
- Anna Kournikova[328][329]
- Diane Lane[330]
- Hugh Laurie[331]
- Evangeline Lilly[332]
- Lucy Liu[12]
- Lindsay Lohan[333]
- Eva Longoria[334]
- Jennifer Lopez[335]
- Jesse McCartney[336]
- Eva Mendes[12][337][338]
- Marisa Miller[339]
- Sienna Miller[340]
- Kylie Minogue[341][342]
- Helen Mirren[12][343]
- Julianne Moore[344]
- B. J. Novak[276]
- Hayden Panettiere[345][346]
- Katy Perry[347]
- Regis Philbin[348]
- Joaquin Phoenix[349]
- Pink[350]
- Daniel Radcliffe[351]
- Aishwarya Rai[12][70]
- Tara Reid[352]
- André Rieu[353]
- Rihanna[354]
- Michelle Rodriguez[355]
- Seth Rogen[301]
- Emmy Rossum[356]
- Katee Sackhoff[357]
- Shakira[358][359]
- Maria Sharapova[328][360][361]
- Jake Shears[362]
- Jessica Simpson[363]
- Britney Spears[364]
- Jon Stewart[276]
- Kristen Stewart[365]
- Trish Stratus[366]
- Mena Suvari[367]
- Tilda Swinton[301]
- Wanda Sykes[301]
- David Tennant[368]
- Charlize Theron[12]
- Justin Timberlake[70]
- Michelle Trachtenberg[369]
- Yulia Tymoshenko[370]
- Sofía Vergara[371]
- Dita Von Teese[372][373]
- Emma Watson[374]
- Rachel Weisz[344]
- Olivia Wilde[375]

### Década de 2010
- Adele[376][377]
- Anitta[378][379][380][381]
- Sergio Agüero[382]
- Caitriona Balfe[382]
- Lake Bell[382][383][384][385]
- Justin Bieber[386]
- Matt Bomer[387][388][389]
- Alessia Cara[390]
- Arianny Celeste[391][392]
- Timothée Chalamet[393]
- Jessica Chastain[394]
- Emilia Clarke[395]
- Bradley Cooper[396]
- Miley Cyrus[397]
- Alexandra Daddario[398]
- Rosario Dawson[399]
- Lana Del Rey[400]
- Nina Dobrev[401]
- Adam Driver[402]
- Scott Eastwood[403]
- Ansel Elgort[404]
- Chris Evans[405]
- Luke Evans[406][407]
- Dave Franco[408]
- Leryn Franco[409]
- G-Dragon[410]
- Perfume Genius[382]
- Summer Glau[411]
- Selena Gomez[412]
- Ryan Gosling[413]
- Ariana Grande[414]
- Tom Hardy[415]
- Colton Haynes[389]
- Amber Heard[416]
- Chris Hemsworth[417]
- Liam Hemsworth[418]
- Christina Hendricks[419]
- Tom Hiddleston[420]
- Tyler Hoechlin[421]
- Cheyenne Jackson[389]
- Michelle Jenneke[422]
- Nick Jonas[423]
- Darya Klishina[424][425]
- Mila Kunis[426]
- Michael B. Jordan[427]
- Jennifer Lawrence[428][429]
- Sunny Leone[430]
- Andrew Lincoln[431]
- Blake Lively[432]
- Ryan Lochte[433]
- Demi Lovato[434]
- Zayn Malik[435]
- Joe Manganiello[436]
- Gugu Mbatha-Raw[382]
- Conor McGregor[390]
- Kate McKinnon[437]
- Kate Middleton[438]
- Mads Mikkelsen[439]
- Shay Mitchell[440]
- Alex Morgan[441]
- Olivia Munn[442][443]
- Dylan O'Brien[444][445]
- Randall Park[382]
- Aubrey Plaza[446][447]
- Natalia Poklonskaya[448][449]
- Rosamund Pike[450][451]
- Chris Pratt[452]
- Lara Pulver[453]
- Sergio Ramos[454]
- Emily Ratajkowski[455][456][457]
- Norman Reedus[458]
- Ryan Reynolds[459]
- Daisy Ridley[390]
- Margot Robbie[460]
- Gina Rodriguez[382]
- Cristiano Ronaldo[461]
- Hrithik Roshan[462]
- Nicki Minaj[463]
- Ronda Rousey[464]
- Bernie Sanders[390]
- Nicole Scherzinger[465]
- Chloë Sevigny[466]
- Léa Seydoux[467]
- Ian Somerhalder[468]
- Amanda Seyfried[469]
- Amy Schumer[390]
- Hope Solo[470][471]
- Emma Stone[472]
- Taylor Swift [473]
- Miesha Tate[474]
- Channing Tatum[475]
- Aaron Taylor-Johnson[476]
- Tim Tebow[477]
- Naya Rivera[478]
- Antonia Thomas[479]
- Justin Trudeau[480][481]
- Kate Upton[482][483][484]
- Alicia Vikander[390]
- Lindsey Vonn[485][486]
- Kristen Wiig[487]
- Harry Styles[488]
- Serena Williams[489]
- Caroline Wozniacki[490][491]